# Ro Tu Ch’ŏl
Ro Tu Ch'ŏl, również Ro Tu Chol (kor. 로두철, ur. 1944) – północnokoreański polityk. Ze względu na przynależność do najważniejszych gremiów politycznych Korei Północnej, uznawany za członka ścisłej elity władzy KRLD. 

## Kariera
Ro Tu Ch'ŏl urodził się w 1944 roku. Od czerwca 1992 roku szef Biura Planowania Automatyzacji Przemysłu w Komisji Centralnego Planowania KRLD. W listopadzie 1994 roku został wiceprzewodniczącym całej Komisji. We wrześniu 2003 roku został wicepremierem północnokoreańskiego rządu.
Od kwietnia 2005 roku szef Komitetu Prac Interwencyjnych KRLD (kor. 국가수의비상방역위원회; był nim do lutego 2011, jego następczynią została Kim Rak Hŭi), a od listopada tego samego roku Koreańskiego Przedsiębiorstwa Inwestycji Joint-Venture (kor. 조선국제합영총회사). W marcu 2006 roku został honorowym przewodniczącym północnokoreańskiego oddziału Komitetu Wdrażania Wspólnej Deklaracji z 15 Czerwca (kor. 6.15공동선언실천 북측위원회), historycznego porozumienia, podpisanego przez przywódców obu Korei 15 czerwca 2000 roku.
Deputowany Najwyższego Zgromadzenia Ludowego KRLD, parlamentu KRLD, począwszy od X kadencji (tj. od września 1998 roku). Podczas 3. Konferencji Partii Pracy Korei  28 września 2010 roku został członkiem Komitetu Centralnego Partii Pracy Korei. W ramach decyzji następnej, 4. Konferencji PPK wybrany zastępcą członka Biura Politycznego KC.
Po śmierci Kim Dzong Ila w grudniu 2011 roku, Ro Tu Ch'ŏl znalazł się na wysokim, 34. miejscu w 233-osobowym Komitecie Żałobnym. Świadczyło to o formalnej i faktycznej przynależności Ro Tu Ch'ŏla do grona ścisłego kierownictwa politycznego Koreańskiej Republiki Ludowo-Demokratycznej. Według specjalistów, miejsca na listach tego typu określały rangę polityka w hierarchii aparatu władzy.